# Últimes conseqüències
Últimes conseqüències (títol original: Truth or Consequences, N.M.) és una pel·lícula estatunidenca dirigida per Kiefer Sutherland, estrenada el 1997 i doblada al català.

## Argument
Raymond Lembecke (Vincent Gallo) surt lliure després d'haver complert una pena de dos anys de presó. Està decidit a viure amb la seva amiga Addy (Kim Dickens) de qui està bojament enamorat i així fundar una família.
Per això, provarà un últim cop. Truca a Curtis (Kiefer Sutherland) i a Marcus (Mykelti Williamson) per tal d'adquirir una important quantitat de droga per revendre-la. Tot se’n va en orris quan Curtis es posa a matar les persones que roba per apoderar-se de la droga. Comença llavors una llarga persecució per tal de fugir dels policies i la màfia.

## Repartiment
- Vincent Gallo: Raymond Lembecke
- Mykelti Williamson: Marcus Weans
- Kiefer Sutherland: Curtis Freley
- Kevin Pollak: Gordon Jacobson
- Kim Dickens: Addy Monroe
- Grace Phillips: Donna Moreland
- Franck Thompson: James McDaniel
- Rick Rossovich: Robert Boylan
- John C. McGinley: Eddie Grillo
- Max Perlich: Wayne
- Rod Steiger: Tony Vago
- Martin Sheen: Senyor

## Al voltant de la pel·lícula
- El rodatge de la pel·lícula s'ha desenvolupat essencialment a Utah des del 09 d'abril de 1996 fins al 2 de juny de 1996.